# The Jazztet and John Lewis
The Jazztet and John Lewis è un album dei Jazztet di Art Farmer e Benny Golson con il pianista (che nell'album cura solo gli arrangiamenti e a sua firma sono tutti i brani presenti) John Lewis, pubblicato dalla Argo Records nel 1961.I brani dell'album furono registrati il 20 e 21 dicembre 1960 ed il 9 gennaio 1961 al Nola's Penthouse Sound Studios di New York (Stati Uniti).

## Tracce
Lato A
1. Bel – 4:05 (John Lewis)
2. Milano – 4:49 (John Lewis)
3. Django – 4:50 (John Lewis)
4. New York – 7:04 (John Lewis)

Lato B
1. 2 Degrees East, 3 Degrees West – 8:40 (John Lewis)
2. Odds Against Tomorrow – 12:27 (John Lewis)

## Musicisti
- Art Farmer - tromba
- Benny Golson - sassofono tenore
- John Lewis - arrangiamenti
- Tom McIntosh - trombone
- Cedar Walton - pianoforte
- Tommy Williams - contrabbasso
- Albert Heath - batteria